# Villeneuve, Aveyron
Villeneuve (occitanska: Vilanòva) är en kommun i departementet Aveyron i regionen Occitanien i södra Frankrike. Kommunen ligger  i kantonen Villeneuve som ligger i arrondissementet Villefranche-de-Rouergue. År 2022 hade Villeneuve 1 952 invånare.

## Befolkningsutveckling
Antalet invånare i kommunen Villeneuve
Referens: INSEE